# Luiza Lemos
Luiza Lemos é uma ilustradora e quadrinista brasileira. Formada em História, Luiza já fazia quadrinhos antes de fazer a transição de gênero, mas não se sentiu mais confortável com seus personagens após isso, permanecendo afastada do mercado de quadrinhos independentes por um ano. Em 2016, inspirada por uma fala do jornalista Fernando Oliveira no programa Estação Plfural, da TV Cultura, que aborda temas LGBTQIA+, Luiza criou a webcomic Transistorizada. A HQ apresenta momentos da vida de Luiza, desde sua transição e aceitação como mulher trans, tratando de assuntos sérios, como preconceito, de forma leve e bem humorada.
Em 2022, Luiza ganhou o Prêmio Angelo Agostini de melhor lançamento independente pelo livro Não Ligue, Isso É Coisa de Mulher!, produzido em parceria com diversas quadrinistas brasileiras.